# پابلو فورلان
پابلو فورلان (اسپانیایی: Pablo Forlán‎؛ زادهٔ ۱۴ ژوئیهٔ ۱۹۴۵) بازیکن فوتبال اهل اروگوئه بود.
از باشگاه‌هایی که در آن بازی کرده‌است می‌توان به باشگاه ورزشی دفنسور، باشگاه ورزشی کروزیرو، باشگاه فوتبال پنیارول، باشگاه فوتبال ناسیونال، و باشگاه فوتبال سائو پائولو اشاره کرد.
وی همچنین در تیم ملی فوتبال اروگوئه بازی کرده‌است.